# Distrito Histórico de West Vernor-Junction
El Distrito Histórico de West Vernor-Junction es un distrito histórico comercial ubicado a lo largo de la autopista West Vernor entre Lansing y Cavalry en Detroit (Estados Unidos). El distrito incluye 1 km²   y 44 edificios. El distrito fue incluido en el Registro Nacional de Lugares Históricos en 2002. 

## Historia
Durante las décadas de 1860 y 1870, el área que ahora es el distrito histórico de West Vernor–Junction era una comunidad agrícola tranquila. Sin embargo, en la década de 1880, las tierras de cultivo comenzaron a dividirse para la ocupación residencial. Para 1881, una iglesia católica con estructura de madera (que luego se convirtió en la Iglesia del Santísimo Redentor ) estaba en la esquina de lo que ahora es Vernor y Junction. Se construyeron varios edificios comerciales con estructura de madera (algunos aún existentes) a lo largo de Vernor en las décadas de 1880 y 1890, así como algunos de los primeros edificios comerciales de ladrillo. Se construyeron más edificios comerciales de ladrillo en las décadas de 1910 y 1920 cuando se construyó el cercano Ford River Rouge Complex, lo que provocó un auge en el vecindario.
Muchos lituanos se establecieron en Detroit durante la era de la Segunda Guerra Mundial, especialmente en el lado suroeste de la ciudad en el área de West Vernor, donde se reabrió el renovado Lithuanian Hall en 2006. La parroquia de St. Anthony en 1750 25th Street se convirtió en una predominantemente atendida por inmigrantes lituanos y continuó realizando servicios en lituano hasta su cierre en 2013.

## Descripción
El distrito histórico de West Vernor–Junction se encuentra junto a Mexicantown y contiene una gran comunidad latina vibrante y vecindarios que resurgen. El distrito comercial contiene una de las pocas concentraciones de los primeros edificios comerciales con estructura de madera en la ciudad de Detroit, y es uno de los pocos distritos comerciales del vecindario que sobrevivió a los problemas económicos de Detroit.
El distrito se compone principalmente de edificios comerciales de dos pisos con estructura de madera y ladrillo. Los edificios al este de Junction son en general más antiguos, con algunas estructuras que datan de la década de 1890, mientras que los bloques al oeste de Junction datan principalmente de los años 1900 y 1910. Las estructuras significativas incluyen el Teatro Stratford de 600 asientos en 4751 W. Vernor Hwy., diseñado por Joseph P. Jogerst, que tenía capacidad para 1137 cuando se inauguró en 1916. El Stratford de estilo art déco ha operado como una tienda minorista desde 1985. La cercana Brown's Bun Bakery, con una fachada de panel de metal esmaltado en blanco, es un excelente ejemplo del estilo art déco.
El distrito también incluye la histórica Iglesia del Santísimo Redentor, diseñada por los arquitectos Donaldson y Meier, que una vez fue estimada como la parroquia católica más grande de América del Norte, y es físicamente uno de los complejos parroquiales más grandes de Míchigan. El complejo contiene la iglesia y el monasterio neorrománico de 1923, un auditorio del Renacimiento gótico tardío, el edificio de la escuela primaria de 1901, la escuela secundaria y el gimnasio de 1928 (que ahora opera como Detroit Cristo-Rey) y el edificio del convento de 1939. La mayoría de estos edificios fueron diseñados por la firma de Donaldson y Meier. La iglesia todavía sirve a la comunidad local.

## En la cultura
Una película de Hollywood, The Rosary Murders (1987), protagonizada por el actor Donald Sutherland, fue filmada el vecindario.

## Galería

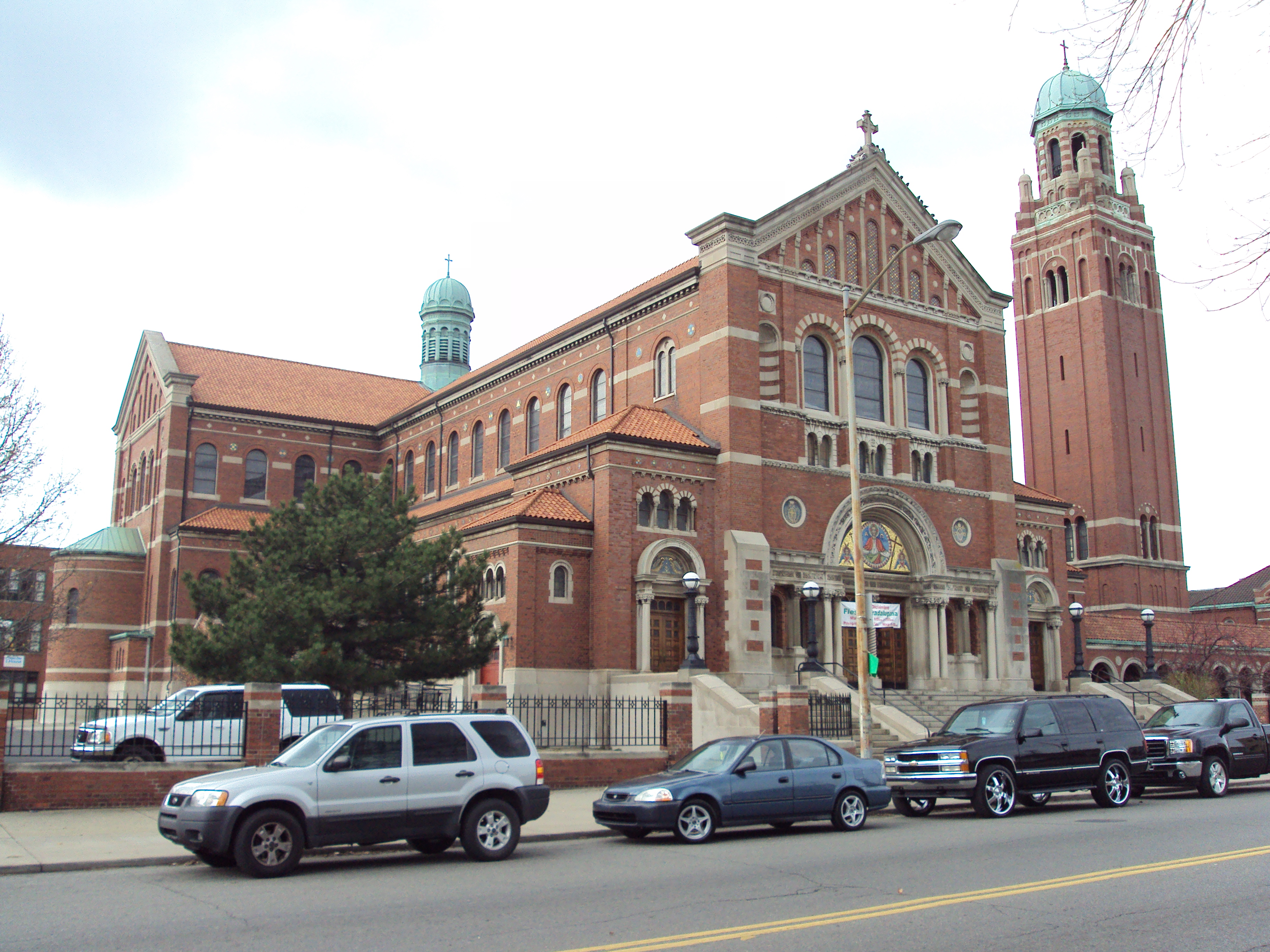
Iglesia del Santísimo Redentor
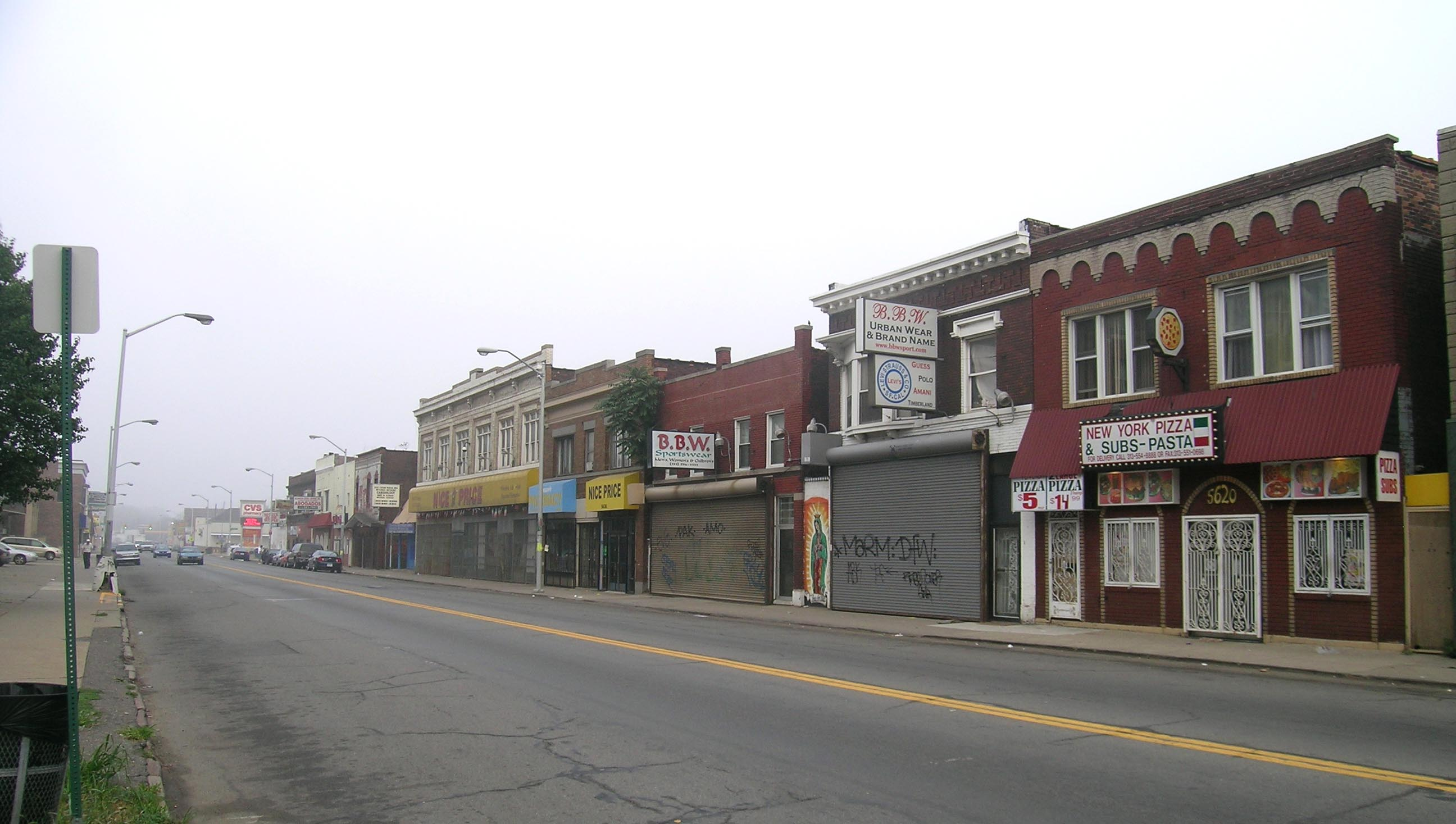
Lado norte de Vernor en Junction, mirando al oeste